# Grevillea tetragonoloba
Grevillea tetragonoloba es una especie de planta fanerógama perteneciente a la familia de las proteáceas.

## Descripción
Es un arbusto erecto o extendido que es endémico del oeste de Australia Occidental. Sus flores, dispuestas en forma de "cepillo de dientes", como en la mayoría de las Gravilleas, se producen entre el invierno temprano y finales de primavera. La especie se desarrolla en Albany y Esperance en suelos arenosos. Alcanza una altura de entre 0.6 y 2.6 m. 

## Taxonomía
Grevillea tetragonoloba fue descrita por Carl Meissner y publicado en Prodromus Systematis Naturalis Regni Vegetabilis 14: 374. 1856.
Etimología
Grevillea, el nombre del género fue nombrado en honor de Charles Francis Greville, cofundador de la Real Sociedad de Horticultura.
tetragonoloba, epíteto derivado del latín que significa "con lóbulos con 4 ángulos".